# Salim Ahmed Salim
Salim Ahmed Salim (ur. 23 stycznia 1942 w Zanzibarze) – tanzański dziennikarz, polityk i dyplomata, przewodniczący Sesji Zgromadzenia Ogólnego ONZ (1979-1980), minister spraw zagranicznych (1980-1984), premier Tanzanii (1984-1985), wicepremier i minister obrony (1985-1989), sekretarz generalny OJA (1989-2001).

## Odznaczenia
- Order Pochodni Kilimandżaro II klasy (Tanzania, 2011)
- Order Zjednoczonej Republiki Tanzanii (Tanzania, 1985)[1]
- Narodowy Order Zasługi – Athir (Algieria, 2001)[1]
- Krzyż Wielki Orderu Poświęcenia (Kongo, 1994)[1]
- Order Gwiazdy Afryki (Liberia, 1980)[1]
- Komandor Orderu Narodowego (Mali, 2001)[1]
- Order Towarzyszy O. R. Tambo I klasy (Południowa Afryka, 2004)[2]
- Wielki Oficer Orderu Zasługi (Republika Środkowoafrykańska, 1994)[1]
- Narodowy Order Tysiąca Wzgórz (Rwanda, 1993)[1]
- Wielki Oficer Narodowego Orderu Lwa (Senegal, 2000)[1]
- Order Dwóch Nilów (Sudan, 2001)[1]
- Order Mono (Togo, 2001)[1]

## Publikacje
- Overcomig Conflicts in Africa: Impact on World Peace, „The Journal of Pan African Studies”, vol. 2, no. 7, December 2008